# Бордюгов, Иван Тихонович
Иван Тихонович Бордюгов — советский хозяйственный, государственный и политический деятель, Герой Социалистического Труда.

## Биография
Родился в 1922 году в селе Екатериновка. Член КПСС с 1945 года.
Участник Великой Отечественной войны. С 1957 года — на хозяйственной, общественной и политической работе. В 1957—1990 гг. — начальник цеха, главный инженер одного из заводов городе Бельцы Молдавской ССР, директор Кишинёвского завода «Сигнал» Министерства промышленности средств связи СССР.
Указом Президиума Верховного Совета СССР от 7 августа 1986 года присвоено звание Героя Социалистического Труда с вручением ордена Ленина и золотой медали «Серп и Молот».
Лауреат Государственной премии СССР (1973).
Умер 25 ноября 2019 года в Санкт-Петербурге.